# Helmut Hasse
Helmut Hasse, född den 25 augusti 1898 i Kassel, Tyskland, död den 26 december 1979, i Ahrensburg, Schleswig-Holstein, var en tysk matematiker, som arbetade inom algebraisk talteori, känd för fundamentala bidrag till klasskroppsteori, tillämpning av p-adiska tal inom lokal klasskroppsteori och diofantisk geometri (Hasseprincipen), samt inom lokala zetafunktioner.

## Biografi
Hasse var son till domaren Paul Reinhard Hasse och hans hustru Margarethe Louise Adolphine Quentin och växte upp i Kassel.
Efter att ha tjänstgjort i den kejserliga tyska flottan under första världskriget studerade han vid universitetet i Göttingen och sedan vid universitetet i Marburg under handledning av Kurt Hensel och skrev en doktorsavhandling 1921 som innehöll Hasse-Minkowski-satsen, som den nu kallas, om kvadratiska former över talfält. 

## Karriär och vetenskapligt arbete
Hasse innehade efter sin examen befattningar i Kiel, Halle och Marburg och blev 1934 Hermann Weyls ersättare på Göttingens universitet. Han var inbjuden talare vid International Congress of Mathematicians (ICM) 1932 i Zürich och plenartalare för ICM 1936 i Oslo.
År 1933 hade Hasse undertecknat trohetslöftet från professorerna vid de tyska universiteten och gymnasierna till Adolf Hitler och den nationalsocialistiska staten. Politiskt ansökte han om medlemskap i nazistpartiet 1937, men detta nekades honom, påstås det, på grund av hans avlägsna judiska anor. Efter kriget återvände han kort till Göttingen 1945, men uteslöts av de brittiska myndigheterna. Efter korta anställningar i Berlin bosatte han sig från 1948 permanent som professor i Hamburg.
Hasse samarbetade med många matematiker, särskilt med Emmy Noether och Richard Brauer om enkla algebror, och med Harold Davenport om Gausssummor (Hasse–Davenport-relationer) och med Cahit Arf om Hasse–Arf-satsen.
Från 1929 till sin död 1979 var Hasse redaktör för Journal für die reine und angewandte Mathematik.